# The Multiplication Table
The Multiplication Table ist ein Jazzalbum von Matthew Shipp. Die am 17. Juli 1997 im Seltzer Sound Studio, New York City entstandenen Aufnahmen erschienen 1998 auf HatHut Records.

## Hintergrund
Zu Zeitpunkt des Erscheinens von The Multiplication Table hatte der Pianist Matthew Shipp rund 15 Aufnahmen unter eigenem Namen vorgelegt und sich als ausgesprochen eigenwilliger Spieler mit dunklem, perkussivem Anschlag etabliert, notierte Nils Jacobson. Bei dem Versuch, seinen Stil zu beschreiben, habe die Presse regelmäßig auf reflexartige Verweise auf den Free-Jazz-Pianisten Cecil Taylor zurückgegriffen, hauptsächlich wegen dieses charakteristischen Anschlags. Auch wenn beide oft atonale, aggressiv spielende Pianisten seien, neige Shipp weit weniger zu Taylors umständlichem, hyperintellektualisiertem Mäandern und konzentriere sich viel mehr auf instinktive Bewegungen um einen ursprünglichen Groove.
Auf diesem Album ist Shipps Partner der Bassist William Parker, der den größten Teil seiner bisherigen Karriere an seiner Seite war, u. a. in der Band des Tenorsaxophonisten David S. Ware; Susie Ibarra war die damalige Schlagzeugerin des Ware-Quartet. Matthew Shipps Album The Multiplication Table sei eine Art Suite, in der Shipps eigene Kompositionen und die seiner musikalischen Vorfahren wie Duke Ellington (C Jam Blues), Billy Strayhorn (Take the “A” Train) und Joseph Kosma (Autmun Leaves) in eine Art Theorie und Praxis musikalischer Sprache verwoben seien, die den Jazz sowohl in traditionellen als auch in sogenannten „freien“ Welten über seine bekannten Parameter hinaus erweitere, meint Thom Jurek.

## Titelliste
- Matthew Shipp: The Multiplication Table (hatOLOGY 516)[3]
  1. Autumn Leaves (Joseph Kosma), 8:10
  2. The New Fact, 4:43
  3. The “C” Jam Blues (Duke Ellington), 13:09
  4. ZT 1, 5:25
  5. Take the “A” Train (Billy Strayhorn), 6:56
  6. ZT 2, 4:26
  7. The Multiplication Table, 13:07
  8. ZT 3, 4:51
- Wenn nicht anders vermerkt, stammen die Kompositionen von Matthew Shipp.

## Rezeption
Thom Jurek verlieh dem Album in AllMusic vier Sterne und schrieb, Shipp sei schon immer ein Musiker gewesen, der die Idee von Musik als eine Reihe von Welten und Einflüssen aufgegriffen und stets etwas völlig Neues geschaffen hat. Shipps Stil – ebenso wie der beteiligen Kollegen, William Parker und Susie Ibarra, sei „transharmonisch und natürlich gleichzeitig transtonal“. Die vielen klanglichen Verschiebungen und [Klang]bilder, die das Trio in den Standards und in Shipps Kompositionen präsentiere, würden eine Art evolutionäre Kraft am Werk zeigen, die Systeme zu respektieren scheint, während sie sie auseinandernehme, um sie füreinander zu öffnen. Ob es Skrjabins Pan-Tonalität sei, die scheinbar in ZT 1 am Werk ist, der beschwingte Touch eines Ahmad Jamal in The New Fact oder die aggressive Re-Harmonisierung von C-Jam Blues, Shipp habe seine Finger am Puls von etwas ganz anderem, wenn es um Jazz geht.

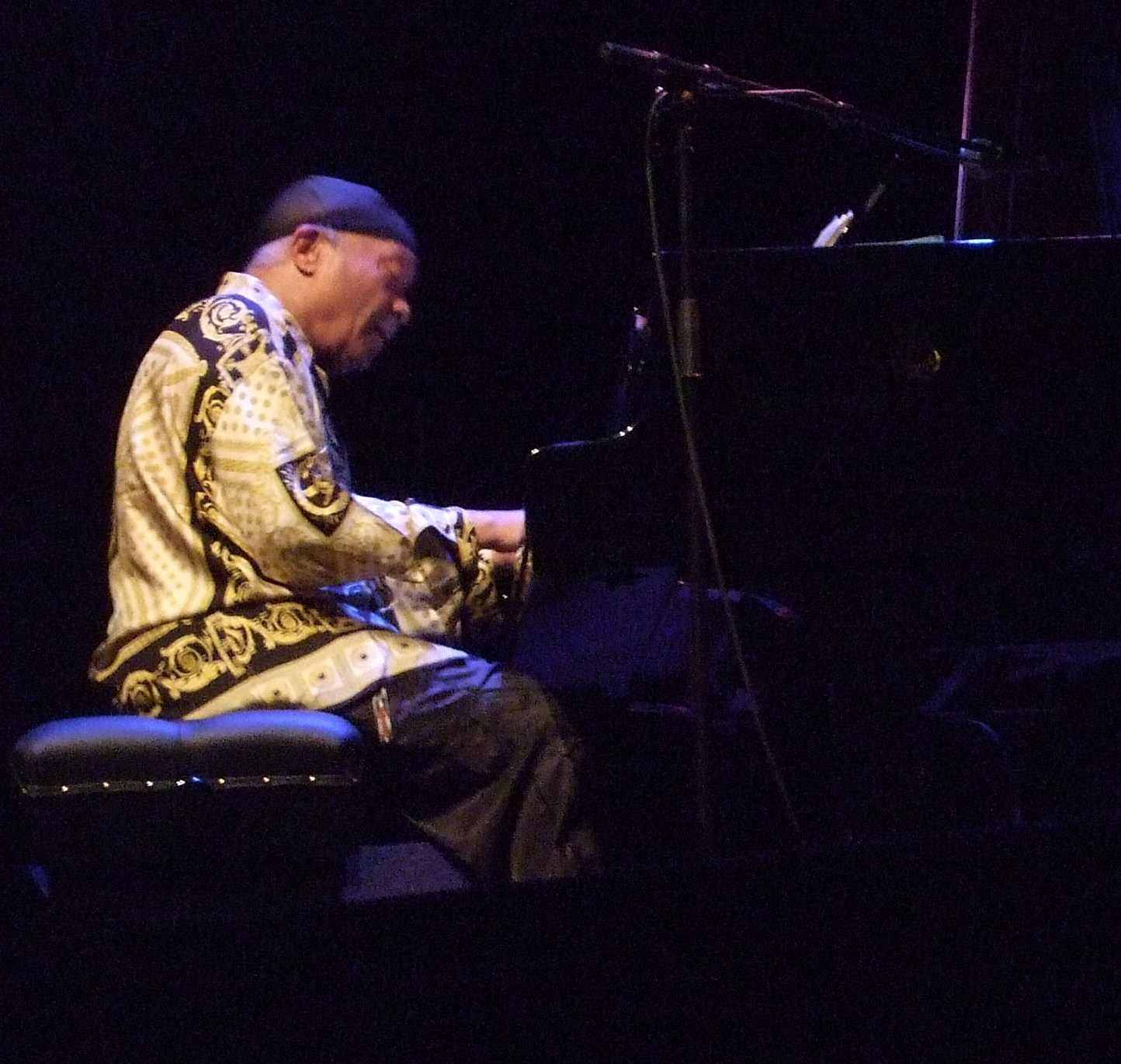
Cecil Taylor

Harvey Pekar schrieb in JazzTimes, Shipp ahme keinesfalls Cecil Taylor nicht sklavisch nach, sei aber von ihm beeinflusst und könne mit einer Schule von Pianisten wie Duke Ellington, Thelonious Monk, Herbie Nichols, Andrew Hill und eben Taylor verknüpft werden, einer Schule, die mit dissonantem, perkussivem und orchestralem Spiel in Verbindung gebracht werde. Wie Taylor sei auch er stark von klassischen Komponisten des 20. Jahrhunderts geprägt. Shipp habe auf einigen vorherigen Alben ziemlich gut gespielt, aber er sei sehr inkonsequent, wie dieses Album zeige. Er würden seine Vorliebe für das Stampfen in den unteren Oktaven überschwemmen und dabei seine großartigen Trio-Mitspieler Parker und Ibarra übertönen. Shipps Versuche, die Standards auf frische Weise zu überarbeiten, würde durch seine Schwerfälligkeit getrübt. Es gebe aber dennoch einen sehr schönen Track, ZT 1, bei dem sich Shipp, Parker und Ibarra mit sparsamer, besinnlicher kollektiver Improvisation beschäftigten. Shipp würde hier mit Kontrolle spielen und lasse die Performance atmen, womit alle besser dran seien.
Das einstündige Album spiegle die intuitive und offene Kommunikation dieser drei Musiker wider, meint Nils Jacobson (Pop Matters). Es gehe auf Shipps klassische, kraftvolle frühen Meisterwerke Circular Temple (1990) und Critical Mass (1995) zurück, mache aber einen bemerkenswerten Umweg, indem es drei Jazzstandards eine seltsame Wendung hinzufüge. Die fünf Kompositionen des Pianistem auf der Platte seien ähnlich roh und dennoch einnehmend. Shipps Partner würden zu seiner wechselhaften, beharrlichen Spannung passen und diese kontern, wodurch die intermittierenden (und normalerweise kurzen) kollektiven Momente der Befreiung umso dramatischer ausfielen. Diese hohe Dramatik, die durch Spannung geschürt und durch unvorhersehbare Kursänderungen kanalisiert werde, mache die Musik letztendlich am überzeugendsten. Die Musik sei großartig und lebensecht, nicht in irgendeiner Drehung des Handgelenks verloren, und es zieht einen in seinen Bann – weil es sich lohne, hier zu bleiben, um zu hören, wohin die Geschichte führt.